# Miguel Ángel Martínez Martínez
Miguel Ángel Martínez Martínez (Madrid, 30 de gener de 1940) és un polític espanyol. Ha fet estudis de medicina a la Universitat de Viena i filologia anglesa i francesa a la Universitat de Tolosa de Llenguadoc.
Aprofitant la seva estança d'estudis a l'estranger, de 1966 a 1972 fou secretari del Moviment Internacional dels Falcons - Internacional Socialista d'Educació i el 1973 va ser comissionat per a formació sindical de la Confederació Internacional d'Organitzacions Sindicals Lliures.
Membre del PSOE, fou elegit diputat per la província de Ciudad Real a les eleccions generals espanyoles de 1977, 1979, 1982, 1986, 1989, 1993 i 1996. Ha estat vocal de la Comissió d'Afers Exteriors del Congrés dels Diputats. de 1983 a 1988 en fou secretari general a Castella i Lleó, després fou secretari executiu de la Comissió Executiva Federal del partit. Des de 1990 és vicepresident de la delegació espanyola en l'Assemblea de la UEO
De 1983 a 1992 fou vicepresident, i de 1992 a 1996 president de l'Assemblea Parlamentària del Consell d'Europa i el 1999 fou nomenat president del Consell de la Unió Interparlamentària Mundial. Fou elegit diputat a les eleccions al Parlament Europeu de 1999, 2004 i 2009. Actualment és vicepresident del Parlament Europeu i de l'Assemblea Parlamentària Paritària ACP-UE.
Ha rebut la Medalla d'Or de la Universitat Comenius de Bratislava, és doctor honoris causa de la Universitat de Moscou, de la Universitat de Cluj i de la Universitat d'Aberdeen. A més, el 1988 va rebre la medalla a l'Orde de Serveis a la Constitució, el 1996 la Gran Creu del Mèrit Civil i el 1999 la Gran Creu de l'Orde d'Isabel la Catòlica.